# Orepukia catlinensis
Orepukia catlinensis – gatunek pająka z rodziny Cycloctenidae. Występuje endemicznie na Nowej Zelandii.

## Taksonomia
Gatunek ten opisany został po raz pierwszy w 1973 roku przez Raymonda Roberta Forstera i Cecila Louisa Wiltona w czwartej części monografii poświęconej pająkom Nowej Zelandii. Jako miejsce typowe wskazano Catlins Highway w pobliżu skrzyżowania z Puketiro Road w regionie Otago.

## Morfologia
Holotypowa samica ma karapaks długości 3,3 mm i szerokości 2,6 mm oraz opistosomę (odwłok) długości 4,6 mm i szerokości 3,1 mm. Allotypowy samiec ma karapaks długości 3,3 mm i szerokości 2,3 mm oraz opistosomę długości 2,8 mm i szerokości 1,9 mm. Ośmioro oczu rozmieszczonych jest w dwóch rzędach, z których przedni jest prosty. Oczy tylno-środkowe leżą nieco dalej z tyłu niż tylno-boczne. Szczękoczułki ustawione są pionowo i mają po 2 zęby na krawędziach tylnych oraz po 2 większe i grupkę małych ząbków na krawędziach przednich bruzd. Odnóża są kolczaste. Kolejność par odnóży od najdłuższej do najkrótszej to: IV, I, II, III. Pazurki górne mają 6 ząbków, zaś pazurki dolne 3 ząbki. Opistosoma zaopatrzona jest znacznie szerszy niż długi stożeczek z włoskami rozmieszczonymi w dwóch łatkach.

## Występowanie
Gatunek ten jest endemitem Nowej Zelandii, znanym tylko z regionu Otago na Wyspie Południowej.